# Loge (księżyc)
Loge (Saturn XLVI) – mały księżyc Saturna odkryty w 2006 roku przez Davida Jewitta, Scotta Shepparda i Jana Kleynę.
Należy do grupy nordyckiej nieregularnych, zewnętrznych księżyców planety, poruszających się ruchem wstecznym. Jest jednym z najdalszych księżyców planety, na jedno okrążenie Saturna potrzebuje aż 1311 dni.
Nazwa księżyca pochodzi z mitologii nordyckiej. Olbrzym Loge (Logi) był personifikacją ognia.